# 石川遥
石川 遥（いしかわ はるか、2月17日 - ）は、日本の東京出身の女優。妹にろくなし みぅめ（イラストレーター）。

## 来歴
2022年より本格的に女優活動を開始。　

## 作品

### 舞台
2022年
- u＿you.company 28th STAGE「学校の怪談」（4月22日 - 26日　配信専用）
- Livedog girls「レディ・ア・ゴーゴー!2022」（12月16日 - 25日　東京・中目黒キンケロシアター）チームマカロン 中町貴子役

2023年
- キミノアトリエ第二回本公演「花を蟲りて掠めさせず」プロモーション（6月28日 - 7月2日　東京・シアターバビロンの流れのほとりにて）ミツバ役
- Livedog girls「TOARU (トアル)」（10月6日 - 15日　東京・中目黒キンケロシアター）樹林奈央役[1][2]

2024年
- I♡JET企画「GO,JET!GO!GO!vol.2 ～浮気なJETのパレットキャット～」（1月16日 - 21日　東京・場所）真子役[3]
- となりのパンダs
  - 第2回公演「うさぎのダイアリー」（4月2日 - 7日　東京・溝ノ口劇場）穂高役[4]
  - 第3回公演「炎上する大奥〜百鬼夜行の宴〜」（6月18日 - 23日　東京・溝ノ口劇場）[5]
  - 第4回公演「100年越しの初恋 vol.4」（8月2日 - 5日　東京・溝ノ口劇場）金井圭一役[6][7]
  - 第5回公演「ロマンティック・ラブ・イデオロギー」（9月3日 - 8日　東京・溝ノ口劇場）[8]
- 劇団わ 本公演「僕のヒーロー願望2〜諦めたらそこで世界終了ですよ〜」（7月10日 - 14日　東京・中目黒キンケロシアター）ピーター役[9]
- 劇団自由調第4回目公演「今、彼女が死にました」（11月7日 - 10日　東京・アルネ543）アキラ役
- Can☆dols stage vol.1「部活から羽ばたけ！Campus☆idols」（11月13日 - 17日　東京・池袋シアターグリーン）キョウ役[10]

2025年
- 劇団  新劇団「第4回何人かの花嫁候補と僕会議」（1月11日 - 14日　東京・アルネ543）仮者久萌役
- 知らない星第7回公演「女子らのまつり2025」（2月14日 - 16日　東京・ブルースクエア四谷）店員さん役[11]
- となりのパンダs 第7回公演「うさぎのダイアリー vol.2」（4月2日 - 7日　東京・溝ノ口劇場）穂高役
- 劇団宇宙キャンパス 35th「That rain becomes a flower」（4月16日 - 20日　東京・劇団MOMO）VT役
- RERISE project02「STAR GAZER episode Virgo 戦夜一夜物語」（5月1日 - 6日　東京・新宿モリエール）エーコ役[12]

### イベント
2024年
- 「#らぶJET2 アフターパーティー」（2月4日 　東京 Cafe bar samasama）